# Француске прекоморске територије
Француске прекоморске територије (фр. Départements et régions d'outre-mer, DROM) је група територија под француским суверенитетом изван територије метрополе, тј. изван Европе. Оне имају различите правне статусе и нивое аутономије. 
Француске прекоморске територије се групишу у 4 категорије.

## Прекоморски департмани и региони
Ове територије имају, по уставу, исти статус као департмани и региони Француске: 
- Валис и Футуна
- Гваделуп
- Мартиник
- Нова Каледонија
- Острво Клипертон
- Острва Крозе
- Гијана
- Реинион
- Свети Мартин
- Сен Бартелеми
- Сен Пјер и Микелон
- Француска Полинезија
- Француске јужне и антарктичке земље
- Мајот[1]

Прве две територије су у Карибима, трећа је у Јужној Америци, а Реинион и Мајот у Индијском океану. Територије се сматрају делом Европске уније.

## Прекоморске заједнице
Ове територије имају различите статусе. Међу њима су: 
- Француска Полинезија (има назив прекоморске државе унутар Републике — pays d'outre-mer au sein de la République)
- Валис и Футуна
- Сен Пјер и Микелон
- Сен Бартелеми¹
- Свети Мартин¹

¹Од фебруара 2007. Пре тога у саставу Гваделупа.
Прве две територије су на Пацифику, трећа је испред обале Канаде. Острва Свети Мартин и Свети Бартоломеј су у Карибима и једине су територије из ове групе које припадају Европској унији.

## Територија Нова Каледонија
Нова Каледонија у Меланезији има специфичан статус „колективитета суи генерис”. То је резултат договора да становници Нове Каледоније одлуче на референдуму између 2014. и 2019. да ли ће бити независна држава или постати француски „прекоморски колективитет“. 

## Територије без сталног становништва
- Француске јужне и антарктичке земље (Terres australes et antarctiques françaises, TAAF)
  - острва Свети Павле и Амстердам
  - острва Крозе
  - острва Кергелен
  - Расејана острва у Индијском океану²
  - Аделина земља (на Антарктику, суверенитет Француске је споран)

²Од фебруара 2007.
Администрација је на Реуниону. Острва су на југу Индијског океана. 
- острво Клипертон

Администрација је у Француској Полинезији. Острво се налази у Пацифику, близу обале Мексика. 